# Chiesa di San Rocco Confessore (Bergamo)
La chiesa di San Rocco Confessore è un luogo di culto cattolico di Bergamo posto nella località Castagneta eletto a parrocchia con decreto del vescovo di Bergamo Antonio Redetti nel 1733.

## Storia
Gli atti della visita pastorale del 1575 di san Carlo Borromeo testimoniano la presenza di una cappella nella zona detta Castagneta, edificio che fu poi ampliato dalla famiglia Solza entro il 1651. La chiesa ottenne l'autonomia, su richiesta degli abitanti della località, staccandosi da quella di chiesa di Santa Grata inter Vites, con decreto del 25 marzo 1733 del vescovo di Bergamo Antonio Redetti. Nella visita pastorale del vescovo Giovanni Paolo Dolfin del 1781, risulta la presenza della confraternita dell'Orazione e Morte che gestiva l'altare del Santissimo Crocefisso.
Nel 1805 risulta che la chiesa venne nuovamente accorpata a quella di Santa Grata in Borgo Canale, ma, i fedeli della contrada federo ricorso, infatti, l'anno successivo ne fu nui nuovamente scorporata.
Il presbiterio della chiesa fu rinnovato nel 1932 su progettato dall'architetto Camillo Galizzi, e la chiesa fu consacrata il 7 dicembre del medesimo anno dal vescovo Adriano Bernareggi che la intitolò al santo confessore. Durante la benedizione furono sigillate nel nuovo altare le reliquie dei santi Alessandro di Bergamo e Pio. Con decreto del 27 maggio 1979, la chiesa venne inserita nel vicariato urbano Nord-Ovest.

## Descrizione
La chiesa, che è preceduta da un piccolo sagrato delimitato da paletti, è posta sulla strada che si biforca della via Costantino Beltrami a via Castagneta, ed è rivolta a nord-est. La località prende il nome dal bosco di castagno presente in prossimità
La facciata è tripartita da due lesene terminanti con colonne doriche che sostengono il timpano triangolare modanato. Interno al timpano la scritta: DOM INDIVUM ROCUM VICINIA FIDENS.
L'interno è a due navate divise su tre campate con paraste a forma di colonne terminanti con capitelli corinzi. Queste sembrano sostenere il cornicione che percorre tutta la navata. L'aula presenta la volta a botte. Due sono gli altari presenti quello intitolato alla Madonna del Rosario nella terza campata di destra, e quello del Crocifisso corrispondente. Al presbiterio, a pianta rettangolare, si accede da due gradini. Il coro è absidato con volta a catino. Il tetto si presenta con copertura a coppi.. Sul lato destro, nella parte absidale vi è la torre campanaria, in pietra, con cornice marcapiano e castello voltato a tutto sesto.